# Селиште (Жагубица)
Селиште је насеље у Србији у општини Жагубица у Браничевском округу. Према попису из 2022. било је 266 становника.

## Демографија
У насељу Селиште живи 383 пунолетна становника, а просечна старост становништва износи 47,4 година (45,5 код мушкараца и 49,2 код жена). У насељу има 135 домаћинстава, а просечан број чланова по домаћинству је 3,36.
Становништво у овом насељу веома је нехомогено, а у последња три пописа, примећен је пад у броју становника.
|  |

| Демографија | Демографија | Демографија |
| Година      | Становника  | Становника  |
| ----------- | ----------- | ----------- |
| 1948.       | 624         |             |
| 1953.       | 650         |             |
| 1961.       | 661         |             |
| 1971.       | 603         |             |
| 1981.       | 643         |             |
| 1991.       | 585         | 518         |
| 2002.       | 453         | 568         |
| 2011.       | 363         |             |

| Етнички састав према попису из 2002.‍ | Етнички састав према попису из 2002.‍ | Етнички састав према попису из 2002.‍ | Етнички састав према попису из 2002.‍ | Етнички састав према попису из 2002.‍ |
| ------------------------------------ | ------------------------------------ | ------------------------------------ | ------------------------------------ | ------------------------------------ |
|                                      |                                      |                                      |                                      |                                      |
| Срби                                 | Срби                                 |                                      | 249                                  | 54,96%                               |
| Власи                                | Власи                                |                                      | 189                                  | 41,72%                               |
| Румуни                               | Румуни                               |                                      | 6                                    | 1,32%                                |
| непознато                            | непознато                            |                                      | 2                                    | 0,44%                                |

| Година пописа     | 1948. | 1953. | 1961. | 1971. | 1981. | 1991. | 2002. |
| ----------------- | ----- | ----- | ----- | ----- | ----- | ----- | ----- |
| Број домаћинстава | 126   | 131   | 147   | 141   | 139   | 142   | 135   |

| Број чланова      | 1  | 2  | 3  | 4  | 5  | 6 | 7 | 8 | 9 | 10 и више | Просек |
| ----------------- | -- | -- | -- | -- | -- | - | - | - | - | --------- | ------ |
| Број домаћинстава | 28 | 35 | 14 | 22 | 16 | 9 | 3 | 3 | 4 | 1         | 3,36   |

| Пол    | Укупно | Неожењен/Неудата | Ожењен/Удата | Удовац/Удовица | Разведен/Разведена | Непознато |
| ------ | ------ | ---------------- | ------------ | -------------- | ------------------ | --------- |
| Мушки  | 188    | 39               | 138          | 9              | 2                  | 0         |
| Женски | 204    | 14               | 139          | 47             | 4                  | 0         |
| УКУПНО | 392    | 53               | 277          | 56             | 6                  | 0         |

| Пол    | Укупно                    | Пољопривреда, лов и шумарство | Рибарство                            | Вађење руде и камена | Прерађивачка индустрија       |
| ------ | ------------------------- | ----------------------------- | ------------------------------------ | -------------------- | ----------------------------- |
| Мушки  | 104                       | 58                            | 0                                    | 18                   | 16                            |
| Женски | 81                        | 67                            | 0                                    | 1                    | 2                             |
| УКУПНО | 185                       | 125                           | 0                                    | 19                   | 18                            |
| Пол    | Производња и снабдевање   | Грађевинарство                | Трговина                             | Хотели и ресторани   | Саобраћај, складиштење и везе |
| Мушки  | 0                         | 1                             | 6                                    | 0                    | 2                             |
| Женски | 0                         | 0                             | 5                                    | 0                    | 0                             |
| УКУПНО | 0                         | 1                             | 11                                   | 0                    | 2                             |
| Пол    | Финансијско посредовање   | Некретнине                    | Државна управа и одбрана             | Образовање           | Здравствени и социјални рад   |
| Мушки  | 0                         | 0                             | 0                                    | 3                    | 0                             |
| Женски | 1                         | 0                             | 0                                    | 4                    | 1                             |
| УКУПНО | 1                         | 0                             | 0                                    | 7                    | 1                             |
| Пол    | Остале услужне активности | Приватна домаћинства          | Екстериторијалне организације и тела | Непознато            | Непознато                     |
| Мушки  | 0                         | 0                             | 0                                    | 0                    | 0                             |
| Женски | 0                         | 0                             | 0                                    | 0                    | 0                             |
| УКУПНО | 0                         | 0                             | 0                                    | 0                    | 0                             |